# Frédéric Mistralbrug

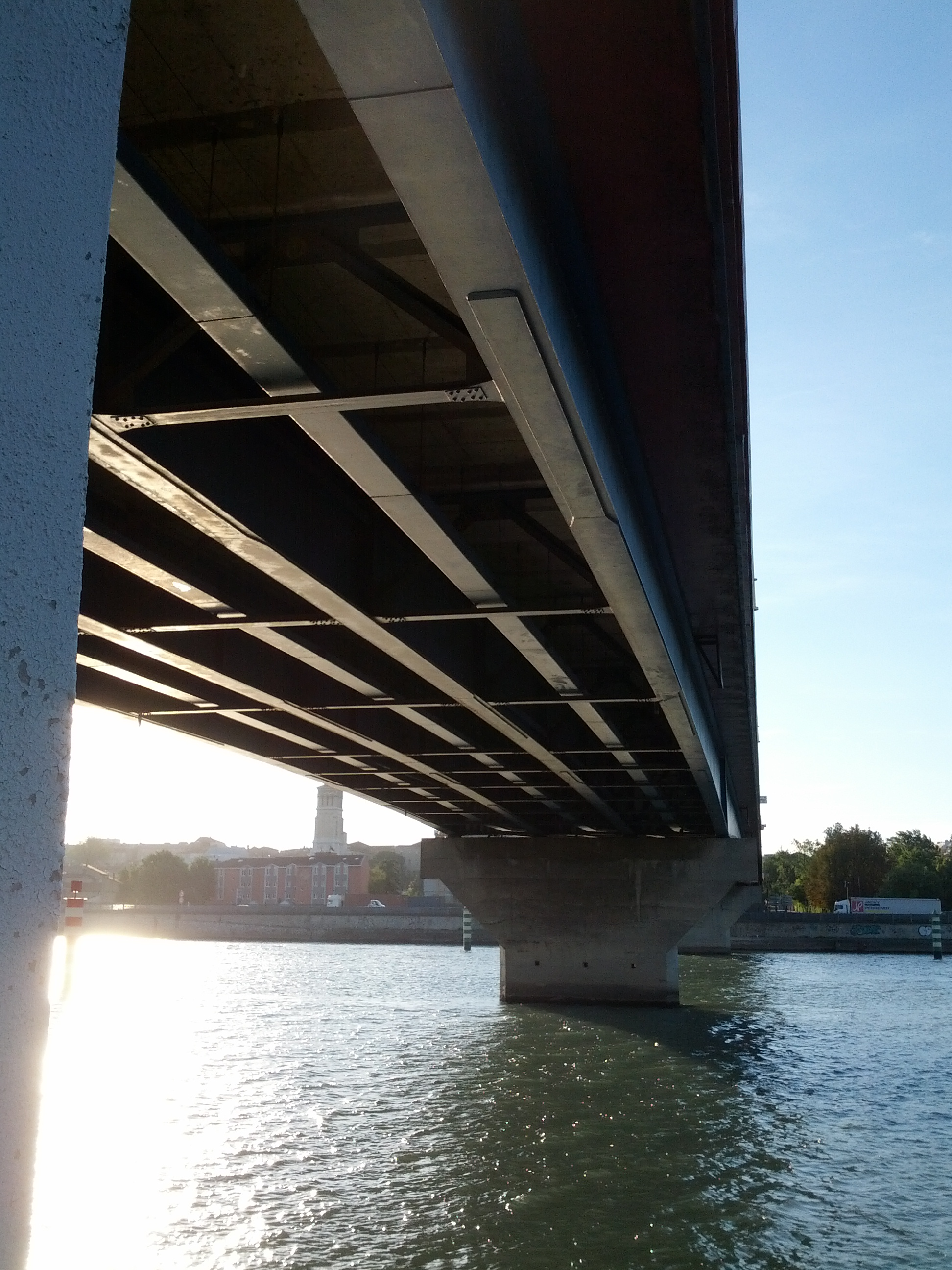
Frédéric Mistralbrug die de Rhône en de Autoroute du Soleil (A7 aan overzijde) overspant

De Frédéric Mistralbrug (1967) is een brug over zowel de Rhône als de A7, bij de stad Valence in Frankrijk. De naam is ontleend aan de Franse Nobelprijswinnaar Frédéric Mistral.

## Situering
De brug verbindt de Avenue Gambetta in Valence op de linkeroever (departement Drôme) met Guilherand-Granges op de rechteroever (departement Ardèche). De brug is dus een departementsgrens. De Frédéric Mistralbrug is 522 meter lang en rust op drie pijlers. Over de brug loopt de weg van Valence naar Saint-Agrève.

## Historiek
Een oudere versie van de brug, in baksteen, stond op dezelfde plek van 1905 tot 1940. In 1940 dynamiteerde het Franse leger de brug om de opmars van Nazi-Duitsland in de Rhônevallei tegen te houden. Na de Tweede Wereldoorlog kwam er een metalen hulpbrug, die toch nog dienst deed tot in 1963.
Van 1964 tot 1967 verrees de huidige constructie. Hiervoor brak de firma Tournaud uit Lyon eerst de metalen noodbrug af. Twee firma’s werkten gezamenlijk aan de nieuwe brug: de Société des Forges et Ateliers du Creusot nam het metalen stuk voor haar rekening en de Société des Grands Travaux de l’Est het gewapend beton.